# 컬러렌즈 윙크
〈컬러렌즈 윙크〉(カラコンウインク 카라콘윈쿠[*])는 AKB48의 63번째 싱글이다. 타이틀 곡의 센터 포지션은 카시와기 유키가 맡는다.

## 발매 배경
전작 〈아이돌 같은 게 아니라면〉로부터 약 5개월 만의 싱글이자, 그룹 최연장자 카시와기 유키의 마지막 참가 싱글이다.

## 선발 멤버
- 굵은 글씨는 첫 선발

컬러렌즈 윙크
(센터 : 카시와기 유키)
- AKB48정규 멤버: 카시와기 유키(최연장자), 무라야마 유이리, 무카이치 미온, 오구리 유이, 쿠라노오 나루미, 시타오 미우, 치바 에리이, 타구치 마나카, 나가토모 아야미, 야마우치 미즈키, 오오모리 마호
- AKB48연구생: 사토 아이리, 히라타 유키, 미즈시마 미유, 아키야마 유나, 야기 아즈키